# قمشلو (ارومیه)
قمشلو، روستایی است از توابع بخش مرکزی شهرستان ارومیه و در شهرستان ارومیه استان آذربایجان غربی ایران.

## جمعیت
این روستا در دهستان دول قرار داشته و بر اساس سرشماری سال 1403 جمعیت آن 143 نفر (34 خانوار)
بوده‌است.